# Barrett (Familienname)
Barrett ist ein Familienname.

## Namensträger

### A
- A. Igoni Barrett (* 1979), nigerianischer Schriftsteller
- Alan Barrett (Ruderer) (1912–1961), britischer Ruderer
- Alan Barrett (Kostümbildner) (1938–1991), britischer Kostümbildner
- Alicia Barrett (* 1998), britische Hürdenläuferin
- Amber Barrett (* 1996), irische Fußballspielerin
- Amy Coney Barrett (* 1972), US-amerikanische Juristin und Bundesrichterin
- Andre Barrett (* 1982), US-amerikanischer Basketballspieler
- Andrea Barrett (* 1954), US-amerikanische Schriftstellerin
- Anne Barrett (1911–1986), britische Schriftstellerin
- Anthony Barrett (Chemiker) (* 1952), britischer Chemiker
- Anthony A. Barrett (* 1941), britisch-kanadischer Althistoriker
- Aston Barrett (1946–2024), jamaikanischer Bassist

### B
- Barbara Barrett (Politikerin) (* 1950), US-amerikanische Politikerin
- Barbara-Anne Barrett (* 1951), britische Weitspringerin
- Beauden Barrett (* 1991), neuseeländischer Rugby-Union-Spieler
- Becky Barrett (* 1942), kanadische Politikerin
- Bill Barrett (1929–2016), US-amerikanischer Politiker
- Bob Barrett (* 1935), US-amerikanischer American-Football-Spieler
- Brendon Ryan Barrett (* 1986), US-amerikanischer Schauspieler und Tänzer
- Brigetta Barrett (* 1990), US-amerikanische Hochspringerin

### C
- Carlton Barrett (1950–1987), jamaikanischer Schlagzeuger
- Casey Barrett (* 1975), kanadischer Schwimmer
- Chad Barrett (* 1985), US-amerikanischer Fußballspieler
- Charles Barrett (Wasserballspieler) (1901–??), irischer Wasserballspieler
- Charles Golding Barrett (1836–1904), britischer Insektenkundler
- Charles Kingsley Barrett (1917–2011), britischer Theologe
- Charles Leslie Barrett (1879–1959), australischer Ornithologe, Naturhistoriker und Journalist
- Charles S. Barrett (Charles Sanborn Barrett; 1902–1994), US-amerikanischer Metallurg
- Claudia Barrett (1929–2021), US-amerikanische Schauspielerin
- Colin Barrett (* 1952), englischer Fußballspieler
- Colleen Barrett (1944–2024), US-amerikanische Managerin
- Craig Barrett (Reiter) (* 1970), australischer Vielseitigkeitsreiter
- Craig Barrett (Leichtathlet) (* 1971), neuseeländischer Geher
- Craig Braham-Barrett (Craig Michael Braham-Barrett, * 1988), englisch-montserratischer Fußballspieler
- Craig R. Barrett (* 1939), US-amerikanischer Ingenieur und Manager
- Cyril Barrett (1925–2003), irischer Jesuit, Philosoph und Kunstkritiker

### D
- Dan Barrett (* 1955), US-amerikanischer Musiker, Arrangeur und Bandleader
- Daniel Barrett, Filmtechniker
- Danny Barrett (* 1990), US-amerikanischer Rugby-Union-Spieler
- Darren Barrett (* 1967), kanadischer Jazztrompeter
- David Barrett (Politiker) (1930–2018), kanadischer Politiker
- David Barrett (Regisseur), US-amerikanischer Regisseur
- David Brian Barrett (1927–2011), britischer anglikanischer Priester, Missionar und Religionssoziologe
- David Scott-Barrett (1922–2004), britischer Generalleutnant des Heeres, Kommandant des Britischen Sektors von Berlin
- DeWayne Barrett (* 1981), jamaikanischer Sprinter
- Dicky Barrett (Händler) (Richard Barrett; 1807–1847), neuseeländischer Händler, Walfänger und Übersetzer
- Dicky Barrett (Musiker) (Richard Michael Barrett; * 1964), US-amerikanischer Musiker

### E
- Earl Barrett (* 1967), englischer Fußballspieler
- Edith Barrett (1907–1977), US-amerikanische Schauspielerin
- Edward Barrett, 1. Lord Barrett of Newburgh (1581–1644), englischer Staatsmann
- Edward Barrett (1880–1932), irisch-britischer Kraftsportler
- Elizabeth Barrett Browning (1806–1861), britische Schriftstellerin
- Ellen Barrett (* 1946), amerikanische Priesterin der Episkopalkirche

### F
- Francie Barrett (* 1977), irischer Boxer
- Francis Barrett (1774–um 1830), britischer Okkultist
- Frank A. Barrett (1892–1962), US-amerikanischer Politiker
- Frederick W. Barrett (Frederick Whitfield Barrett; 1875–1949), britischer Polospieler und Rennpferdetrainer
- Frederick Barrett (1883–1931), britischer Heizer
- Frederick William Barrett (* 1950), kanadischer Eishockeyspieler, siehe Fred Barrett

### G
- Gabby Barrett (* 2000), US-amerikanische Countrysängerin
- George Barrett (1927–2014), US-amerikanischer Rechtsanwalt
- Gerald Edwin Hamilton Barrett-Hamilton (1871–1914), irisch-britischer Zoologe und Meeresbiologe
- Gerard Barrett (* 1956), australischer Marathonläufer
- Graham Barrett (* 1981), irischer Fußballspieler

### H
- H. Gordon Barrett (1915–1993), kanadischer Politiker
- Harry Barrett (1879–1927), britischer Marathonläufer
- Herbert Roper Barrett (1873–1943), britischer Tennisspieler
- Holly J. Barrett (* 2002), US-amerikanische Schauspielerin

### J
- J. Gresham Barrett (James Gresham Barrett; * 1961), US-amerikanischer Politiker
- Jacinda Barrett (* 1972), australische Schauspielerin und Fotomodell
- Jamie Curtis-Barrett (* 1984), englischer Snookerspieler
- James Emmett Barrett (1922–2011), US-amerikanischer Jurist und Richter
- James Lee Barrett (1929–1989), US-amerikanischer Drehbuchautor und Produzent
- Jeremy Barrett (* 1984), US-amerikanischer Eiskunstläufer
- Jerry Barrett (1824–1906), britischer Maler
- Jim Barrett, Sr. (1907–1970), britischer Fußballspieler
- Jim Barrett (Önologe) (1926–2013), US-amerikanischer Önologe
- Jim Barrett, Jr. (* 1930), britischer Fußballspieler
- Jimmy Barrett (James Erigena Barrett; 1875–1921), US-amerikanischer Baseballspieler
- Joan Barrett (Geigerin), kanadische Geigerin und Musikpädagogin
- Joan Barrett (Schauspielerin) (1931–2011), kanadische Schauspielerin
- Joan Barrett (Tennisspielerin), britische Tennisspielerin
- John Barrett (Musiker) (um 1667–1719), englischer Musiker
- John Barrett (Politiker, 1858) (1858–1928), australischer Politiker
- John Barrett (Diplomat) (1866–1938), US-amerikanischer Diplomat
- John Barrett (Leichtathlet) (1879–??), irischer Leichtathlet
- John Barrett (Footballspieler) (1899–1966), US-amerikanischer American-Football-Spieler
- John Barrett (Friseur) (1957–2023), irisch-US-amerikanischer Friseur
- John Barrett (Schauspieler) (1910–1983), britischer Schauspieler
- John Barrett (Tennisspieler) (* 1931), englischer Tennisspieler und Sportjournalist
- John Barrett (Politiker, 1954) (* 1954), schottischer Politiker
- John Barrett (Eishockeyspieler) (John David Barrett; * 1958), kanadischer Eishockeyspieler
- John Barrett (Volleyballspieler) (* 1962), kanadischer Volleyballspieler
- John Edward Barrett (1928–2023), australischer Australian-Football-Spieler
- John Gilbert Barrett (* 1952), US-amerikanischer Kampfsportler, Stuntman und Schauspieler
- John Richard Barret (1825–1903), US-amerikanischer Politiker
- Jordie Barrett (* 1997), neuseeländischer Rugby-Union-Spieler
- Judi Barrett (* 1941), US-amerikanische Autorin

### K
- Kane Barrett (* 1990), neuseeländischer Rugby-Union-Spieler
- Kate Barrett (1884–1977), britische Botanikerin und Hochschullehrerin
- Kate Waller Barrett (1857–1925), US-amerikanische Ärztin und Sozialreformerin
- K. K. Barrett (* 1952), US-amerikanischer Szenenbildner
- Kedron Barrett (* 1961), US-amerikanischer Maler
- Ken Barrett (* 1963), US-amerikanischer Hockeyspieler
- Kim Barrett (* 1981), jamaikanische Kugelstoßerin
- Kym Barrett (* 1965), australische Kostümbildnerin

### L
- Lane Barrett (* 1964), kanadischer Freestyle-Skier
- Larry Barrett (1955–2014), US-amerikanischer Songwriter und Sänger
- Lawrence Barrett (1838–1891), US-amerikanischer Schauspieler
- Lida Barrett (1927–2021), US-amerikanische Mathematikerin und Hochschullehrerin
- Lisa Feldman Barrett (* 1963), kanadische Psychologin
- Lorraine Barrett (* 1950), walisische Politikerin
- Lucas Barrett (1837–1862), englischer Geologe

### M
- Majel Barrett (1932–2008), US-amerikanische Schauspielerin
- Malcolm Barrett (* 1980), US-amerikanischer Schauspieler
- Marcia Barrett (* 1948), karibische Sängerin
- Mario Barrett (* 1986), US-amerikanischer Sänger, siehe Mario (Sänger)
- Marjorie Barrett (um 1895–??), englische Badmintonspielerin
- Marlyne Barrett (* 1978), Schauspielerin
- Marty Barrett (* 1958), US-amerikanischer Baseballspieler
- Matthew Barrett (* 1970), US-amerikanischer demokratischer Politiker und 2007 bis 2008 Mitglied des Repräsentantenhauses von Ohio
- Matthew Barrett (* 1982), US-amerikanischer Theologe
- Matthew Barrett (Journalist) (* 1992), britischer Journalist
- Matthew Barrett (Rapper) (20. Jahrhundert), australischer Rapper, bekannt als Matty B
- Matthew David Barrett (* 1974), australischer Botaniker
- Matthew J. Barrett (20. Jahrhundert), US-amerikanischer Jurist und Hochschullehrer
- Matthew W. Barrett (* 1944), irisch-kanadischer Bankier
- Meredith A. Barrett (* 1980), US-amerikanische Ökologin und Primatologin
- Michael Barrett (Politiker) (1927–2006), irischer Politiker
- Michael Barrett (Theologe) (* 1949), US-amerikanischer Theologe
- Michael Barrett (Kameramann) (* 1970), US-amerikanischer Kameramann
- Michael Barrett (Baseballspieler) (* 1976), US-amerikanischer Baseballspieler
- Michael J. Barrett (* 1948), US-amerikanischer Politiker
- Michael Ryan Barrett (* 1951), US-amerikanischer Jurist
- Michael Barrett (Footballspieler) (* 1999), US-amerikanischer American-Football-Spieler
- Michèle Barrett (* 1949), britische Soziologin
- Mike Barrett (Basketballspieler) (1943–2011), US-amerikanischer Basketballspieler
- Mike Barrett (Fußballspieler) (1959–1984), britischer Fußballspieler
- Mike Barrett (Leichtathlet) (* 1961), US-amerikanischer Speerwerfer
- Mike Barrett (Sportkommentator) (* 1968), US-amerikanischer Sportkommentator
- Monte Barrett (* 1971), US-amerikanischer Boxer

### N
- Neal Barrett jr. (1929–2014), US-amerikanischer Schriftsteller
- Ned Barrett (1877–??), britischer Kraftsportler
- Nessa Barrett, US-amerikanische Sängerin
- Newell Franklin Barrett (1934–2001), US-amerikanischer Pianist, siehe Newell Oler
- Norman Rupert Barrett (1903–1979), britischer Chirurg

### O
- Olivia-Mai Barrett (* 1996), britische Schauspielerin

### P
- Paddy Barrett (* 1993), irischer Fußballspieler
- Paul Barrett (Musikmanager) (* 1940), britischer Musikmanager
- Paul Barrett (Rennfahrer), britischer Motorradrennfahrer
- Paul Barrett (Schauspieler) (auch Paul Barret), britischer Schauspieler
- Paul M. Barrett (* 1971), britischer Paläontologe
- Peter Barrett (Maler) (* 1935), britischer Maler und Kinderbuchautor
- Peter Barrett (Segler) (1935–2000), US-amerikanischer Segler
- Peter Barrett (Bischof) (1956–2015), irischer anglikanischer Bischof
- Priscilla Barrett (* 1944), südafrikanisch-britische Wildtierillustratorin

### R
- R. J. Barrett (Rowan Alexander Barrett; * 2000), kanadischer Basketballspieler
- Rachel Barrett (1874–1953), walisisch-britische Suffragette
- Rafael Barrett (1876–1910), spanischer Essayist
- Ray Barrett (1927–2009), australischer Schauspieler und Synchronsprecher
- Red Barrett (1915–1990), US-amerikanischer Baseballspieler
- Richard Barrett (Musiker) (1933–2006), US-amerikanischer Musiker und Produzent
- Richard Barrett (Komponist) (* 1959), britischer Komponist
- Richard Barrett (Snookerspieler), britischer Snookerspieler
- Richard Boyd Barrett (* 1968), irischer Politiker
- Richard Michael Barrett (* 1964), US-amerikanischer Musiker, siehe Dicky Barrett (Musiker)
- Ricky Barrett (* 1981), US-amerikanischer Baseballspieler
- Ron Barrett (* 1937), US-amerikanischer Illustrator und Künstler
- Ronald Barrett (1948–2015), US-amerikanischer Psychologe und Hochschullehrer
- Rory Barrett (* 1945), neuseeländischer Gewichtheber
- Rowan Barrett (* 1972), kanadischer Basketballspieler

### S
- Sam C. Barrett (* um 1966), pensionierter Generalleutnant der US Air Force
- Scott Barrett (Fußballspieler) (* 1963), englischer Fußballspieler
- Scott Barrett (Skirennläufer) (* 1983), kanadischer Skirennläufer
- Scott Barrett (Rugbyspieler) (* 1993), neuseeländischer Rugby-Union-Spieler
- Seán Barrett (Politiker) (* 1944), irischer Politiker
- Shaquil Barrett (* 1992), US-amerikanischer American-Football-Spieler
- Silby Barrett (1884–1959), kanadischer Arbeiterführer
- Simon Barrett (* 1978), US-amerikanischer Schauspieler, Drehbuchautor, Regisseur und Filmproduzent
- Spencer Barrett (1914–2001), britischer Klassischer Philologe, siehe William Spencer Barrett
- Spencer Charles Hilton Barrett (* 1948), kanadischer Biologe und Ökologe
- Stan Barrett (Musiker) (um 1930–2014), britischer Perkussionist
- Stan Barrett (Rennfahrer) (* 1943), US-amerikanischer Rennfahrer, Schauspieler und Stuntman
- Stephen Barrett (1913–1976), irischer Politiker
- Stephen Jeremy Barrett (* 1931), britischer Diplomat
- Sweet Emma Barrett (1897–1983), US-amerikanische Jazzpianistin und Sängerin
- Syd Barrett (1946–2006), britischer Gitarrist, Sänger und Songschreiber
- Sylvester Barrett (1926–2002), irischer Politiker

### T
- Thomas Augustine Barrett (1864–1928), britischer Komponist, siehe Leslie Stuart
- Tim Barrett (Schauspieler) (1929–1990), britischer Schauspieler
- Tim Barrett (Leichtathlet) (* 1948), bahamaischer Dreispringer
- Tina Barrett (Golfspielerin) (Christina Barrett; * 1966), US-amerikanische Golfspielerin
- Tina Barrett (Schauspielerin) (* 1976), britische Sängerin und Schauspielerin, siehe S Club 7
- Tom Barrett (Eishockeytrainer) († 1996), kanadischer Eishockeytrainer
- Tom Barrett (Fußballspieler) (George Thomas Barrett; 1934–2014), englischer Fußballspieler
- Tom Barrett (Politiker, 1953) (Thomas Mark Barrett; * 1953), US-amerikanischer Politiker
- Tom Barrett (Baseballspieler) (* 1960), US-amerikanischer Baseballspieler
- Tom Barrett (Eishockeyspieler) (* 1975), kanadischer Eishockeyspieler
- Tom Barrett (Politiker, 1981) (Thomas More Barrett, * 1981), US-amerikanischer Politiker
- Tom H. Barrett (* 1930), US-amerikanischer Industriemanager

### V
- Victoria Barrett (* 1957), US-amerikanische Schauspielerin und Filmschaffende

### W
- W. F. Barrett, britischer Turner
- Wade Barrett (* 1980), US-amerikanischer Wrestler
- Wade Barrett (Fußballspieler) (* 1976), US-amerikanischer Fußballspieler
- Warren Barrett (* 1970), jamaikanischer Fußballspieler
- William Barrett (Philosoph) (1913–1992), US-amerikanischer Philosoph
- William Barrett (Schwimmer), US-amerikanischer Schwimmer
- William A. Barrett (1896–1976), US-amerikanischer Politiker
- William E. Barrett (1900–1986), US-amerikanischer Schriftsteller
- William Emerson Barrett (1858–1906), US-amerikanischer Politiker
- William F. Barrett (1844–1925), britischer Physiker
- William Spencer Barrett (1914–2001), britischer Klassischer Philologe
- Wilson Barrett (1846–1904), britischer Schauspieler und Dramatiker